# 劉瑞山古厝
22°59′31″N 120°12′40″E / 22.99188°N 120.21105°E

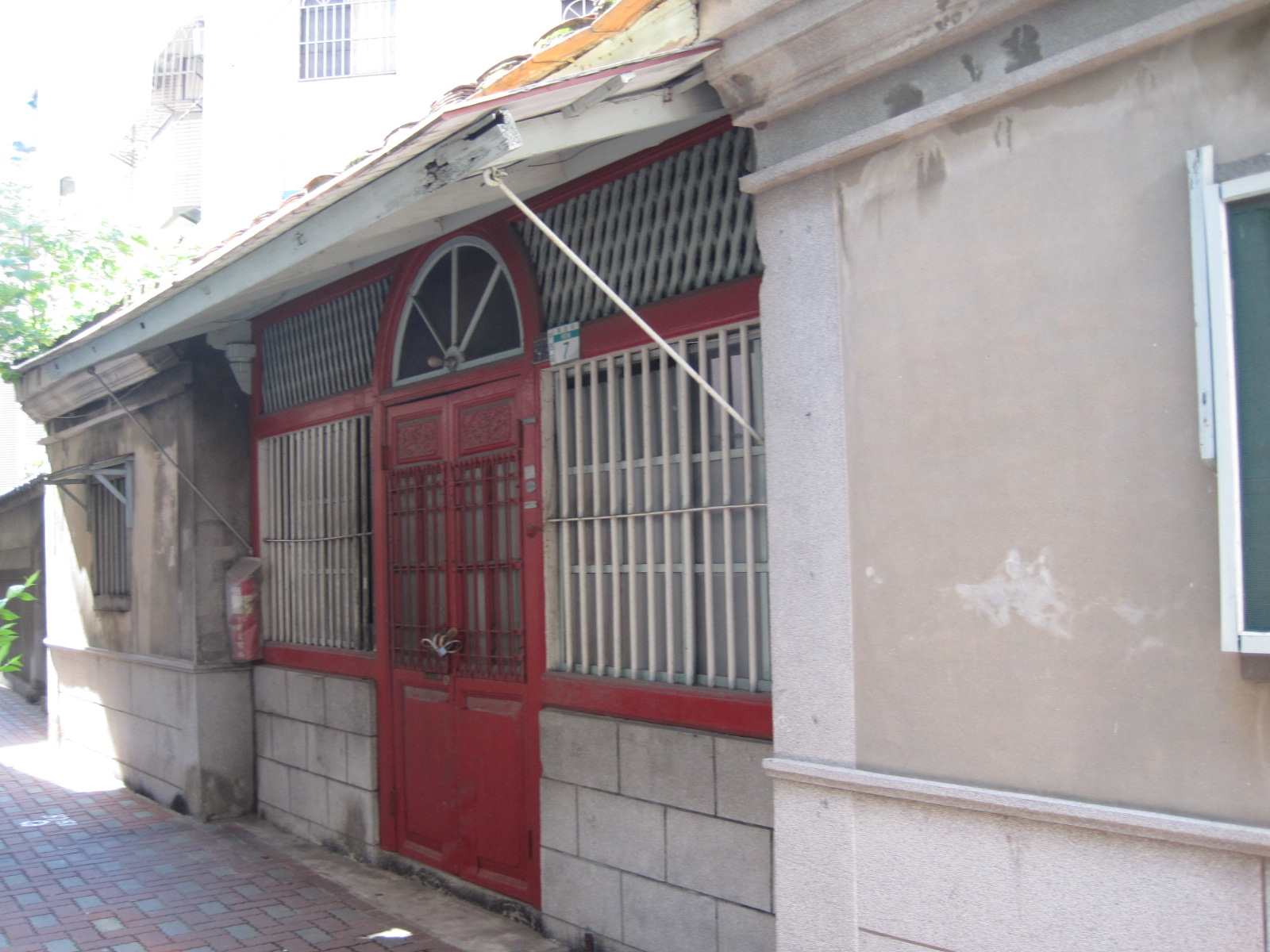
劉瑞山古厝大門

劉瑞山古厝位於臺灣臺南市中西區，為臺南歷史悠久的重要古厝之一，並獲選為臺南市歷史建築十景之一。

## 簡介
劉瑞山古厝是道光年間劉家所購置之宅邸，為傳統合院，第一進為門屋，第二進是正廳。劉家來臺的初代為劉光求，劉瑞山是他的三男。由於劉家在同治四年（1865年）基督教傳入時便信教，因此古厝的第一近除了當店面外，在星期天亦是宣傳福音之處。此外因為劉家的店號是「和源」，所以屋內有許多以此為句首的對聯。後來劉家不再使用古厝時，曾將古厝出租給外國學者居住。
此外劉家尚有一棟洋房在庭園旁，現為瑞山福音教會。